# Dodo (pintora)
Dörte Clara Wolff, conocida como Dodo (Berlín, 10 de febrero de 1907-22 de diciembre de 1998), fue una pintora e ilustradora alemana de la Nueva Objetividad.

## Trayectoria
Dörte Wolff se crio en un cómodo ambiente judío de clase media alta en Berlín. De 1923 a 1926 estudió arte e ilustración de moda en la prestigiosa Schule Reimann para artistas y diseñadores. Inicialmente trabajó como ilustradora de moda y también diseñó vestuario para Marlene Dietrich y Margo Lion en la revista Es liegt in der Luft de Mischa Spoliansky, que se estrenó en 1928. Desde muy temprano, solía firmar sus obras como DODO o DoDo. Dodo alcanzó la cima de su carrera artística entre 1927 y 1930 con imágenes de la alta sociedad de la República de Weimar. Más de 60 de sus gouaches de intenso colorido, que narran la vida sofisticada del urbanita moderno y el creciente alejamiento de los sexos, fueron publicados en la revista satírica alemana ULK.
En 1929, Dodo se casó con el abogado y notario judío Hans Bürgner (1882-1974); tuvieron dos hijos, Anja y Thomas Ulrich. En 1933 conoció a Carl Gustav Jung, discípulo de Gerhard Adler (1904–1988) del que se enamoró. Lo siguió a Zürich, donde fue psicoanalizada por Toni Wolff (1888-1953), compañero de Jung, en la Psychiatrische Universitätsklinik Zürich, también llamada Burghölzli Klinik. Dodo expresó sus sueños en sus obras, una secuencia de acuarelas que caracterizó como "pinturas inconscientes". A partir de 1934, Dodo solo podía trabajar para publicaciones judías, como la Jüdische Rundschau, que publicaba con frecuencia ilustraciones de la Biblia, escenas de teatro o dibujos para niños.
En 1936, emigró a Londres, donde se casó con Gerhard Adler después de haberse divorciado de Bürgner. En 1938 se divorció de Adler y en 1945 volvió a casarse con Hans Bürgner. En su exilio, Dodo ilustró libros para niños, diseñó tarjetas de felicitación para Raphael Tuck & Sons y trabajó para Paris House London. También dibujó naturalezas muertas, paisajes y estudios de desnudos. Además, completó una gama de tapices diseñados por ella.
Se la relaciona con la Nueva Objetividad (Neue Sachlichkeit) alemana a la que pertenecieron pintores como Otto Dix y Georg Grosz. Este movimiento era contrario a los excesos del expresionismo y buscaba plasmar la realidad desde una interpretación personal.
El trabajo de Dodo casi se había desvanecido en la oscuridad; fue redescubierta en el otoño de 2009 por la coleccionista y marchante de arte Renate Krümmer,.

## Obra como ilustradora
- Max Samter: Die Versuchung. Eine Erzählung. Ilustrado por Dodo Bürgner. Vortrupp-Verlag, Berlin 1934.
- Frieda Mehler: Feiertags-Märchen. Ilustrado por Dodo Bürgner. Levy, Berlin 1935.
- Gertrude M. Salinger: Keep-Fit Singing Games. Ilustrado por Dodo Adler. Evans Brothers, London 1938.
- Joan Haslip: Fairy Tales from the Balkans. Imágenes por Dodo Adler. Collins, London & Glasgow 1943.
- Gladys Malvern: The Dancing Star. Ilustrado por Dodo Adler. Collins, London 1944.
- Gertrude M. Salinger: Good Fun Singing Games. Ilustrado por Dodo Adler. Ed. J. Burrow & Co., London 1947.

## Exposiciones
Los Museos Estatales de Berlín, hicieron en 2012 la primera exposición monográfica Dodo (1907-1998) - Ein Leben in Bildern. Además, sus obras se mostraron del 22 de junio de 2012 al 9 de septiembre de 2012 en Londres en la exposición The Inspiration of Decadence. Dodo Rediscovered: Berlin to London 1907-1998 en la Galería Ben Uri, Museo de Arte Judío de Londres.